# Křenová (ulice)
Křenová je jedna z páteřních ulic širšího centra Brna. Leží v městské čtvrti Trnitá, přináležící k městské části Brno-střed. Křenová začíná na křižovatce s ulicemi Koliště a Dornych u stejnojmenného viaduktu, odkud vede na východ k Zderadovu mostu přes řeku Svitavu, kde na ni navazuje ulice Olomoucká. Jedná se o významnou komunikaci spojující centrum města a prostor hlavního nádraží s jihovýchodní částí města. Ulicí prochází i tramvajové linky do stanic Juliánov, Mifkova a Stránská skála-smyčka. Okolí Křenové dříve tvořilo samostatnou obec a později brněnskou předměstskou čtvrť.

## Pojmenování
Ulice Křenová nese název bývalé vsi ležící v těchto místech od poloviny 14. století. Dříve samostatná obec Kröna, česky Křenová byla k Brnu připojeno v roce 1850.

## Významné budovy a instituce
- Městská policie Brno - střed
- ZŠ a MŠ Brno, Křenová
- Gymnázium Křenová
- Kostel Neposkvrněného početí Panny Marie

## Galerie

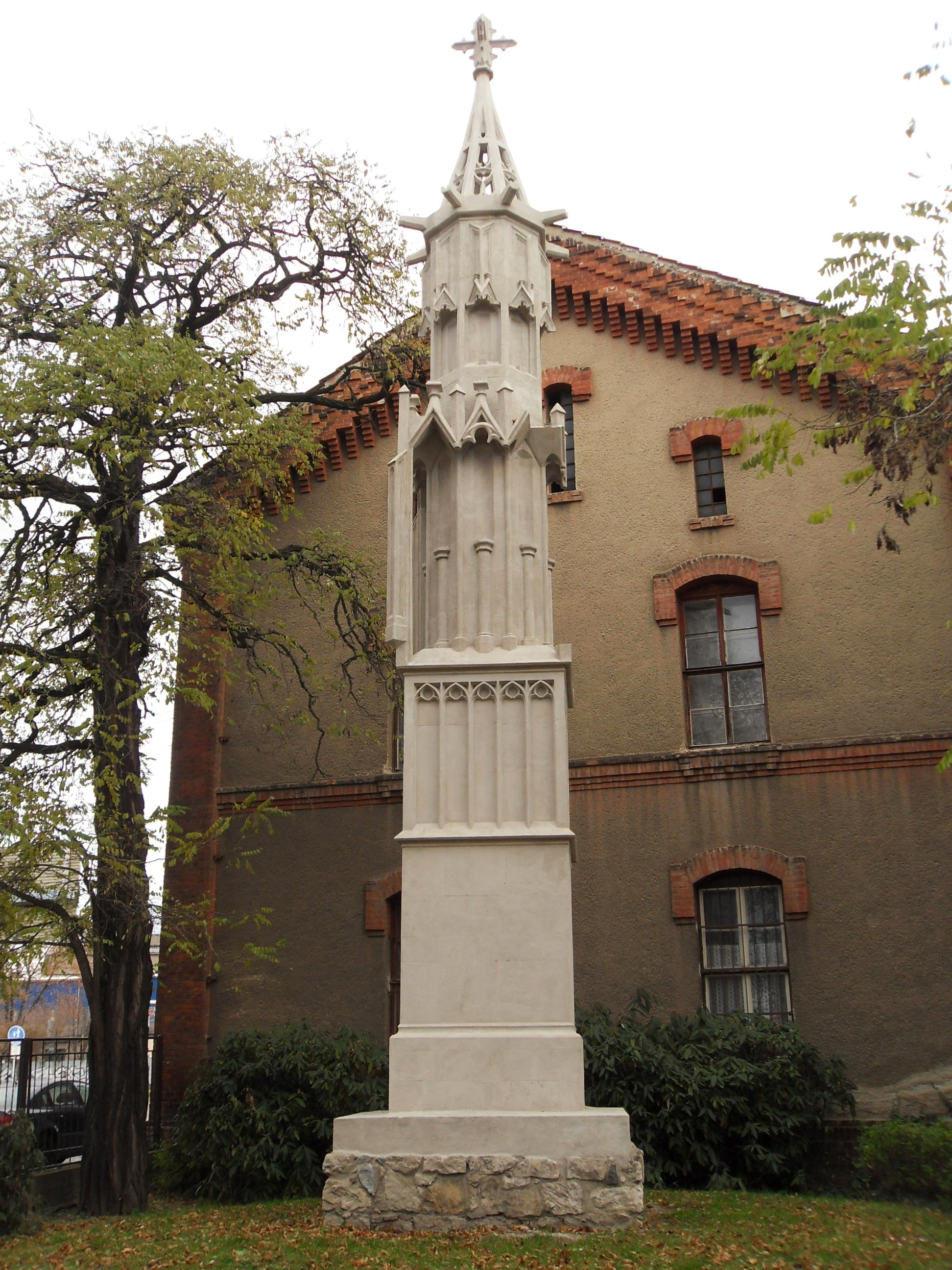
Zderadův sloup
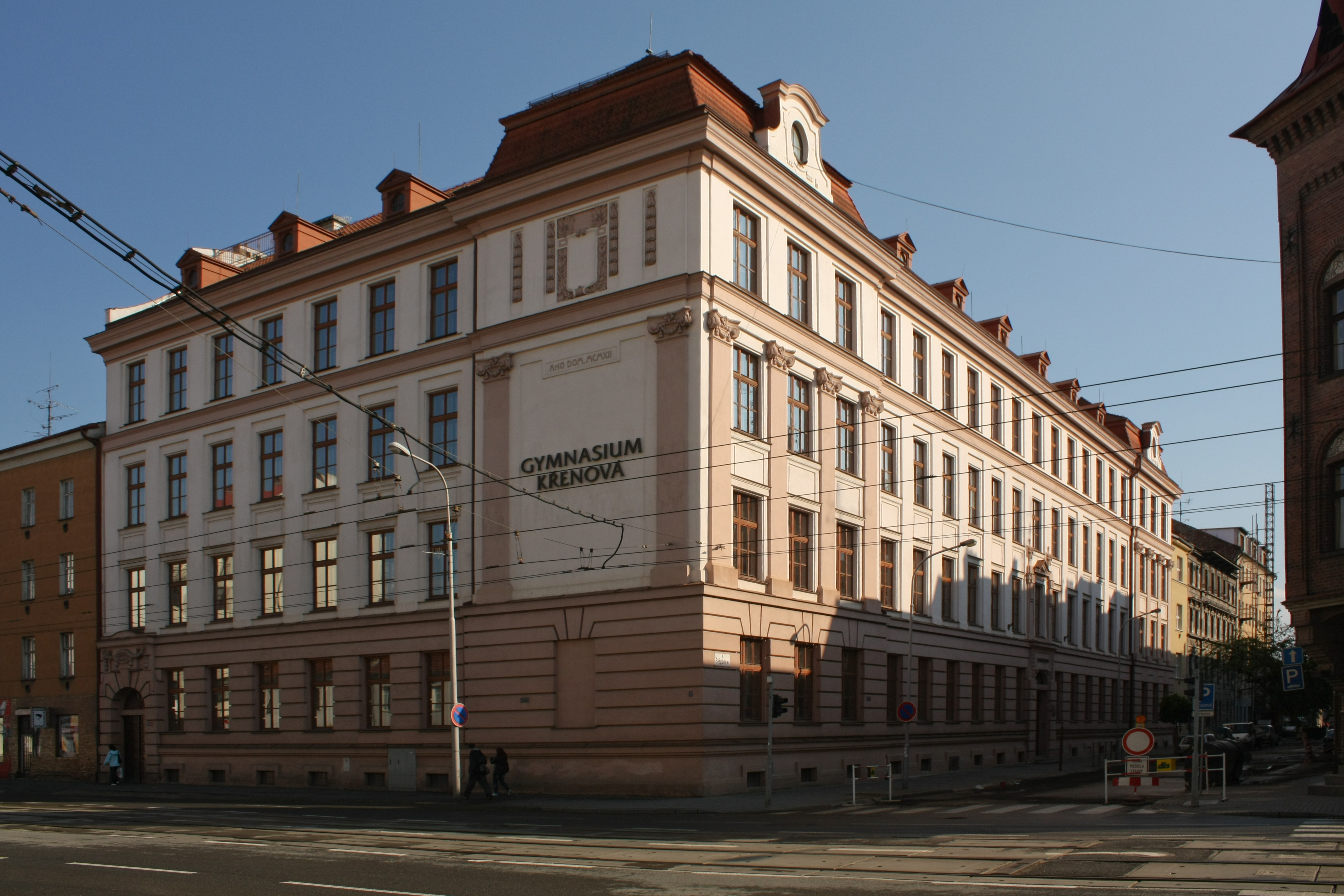
Gymnázium Křenová
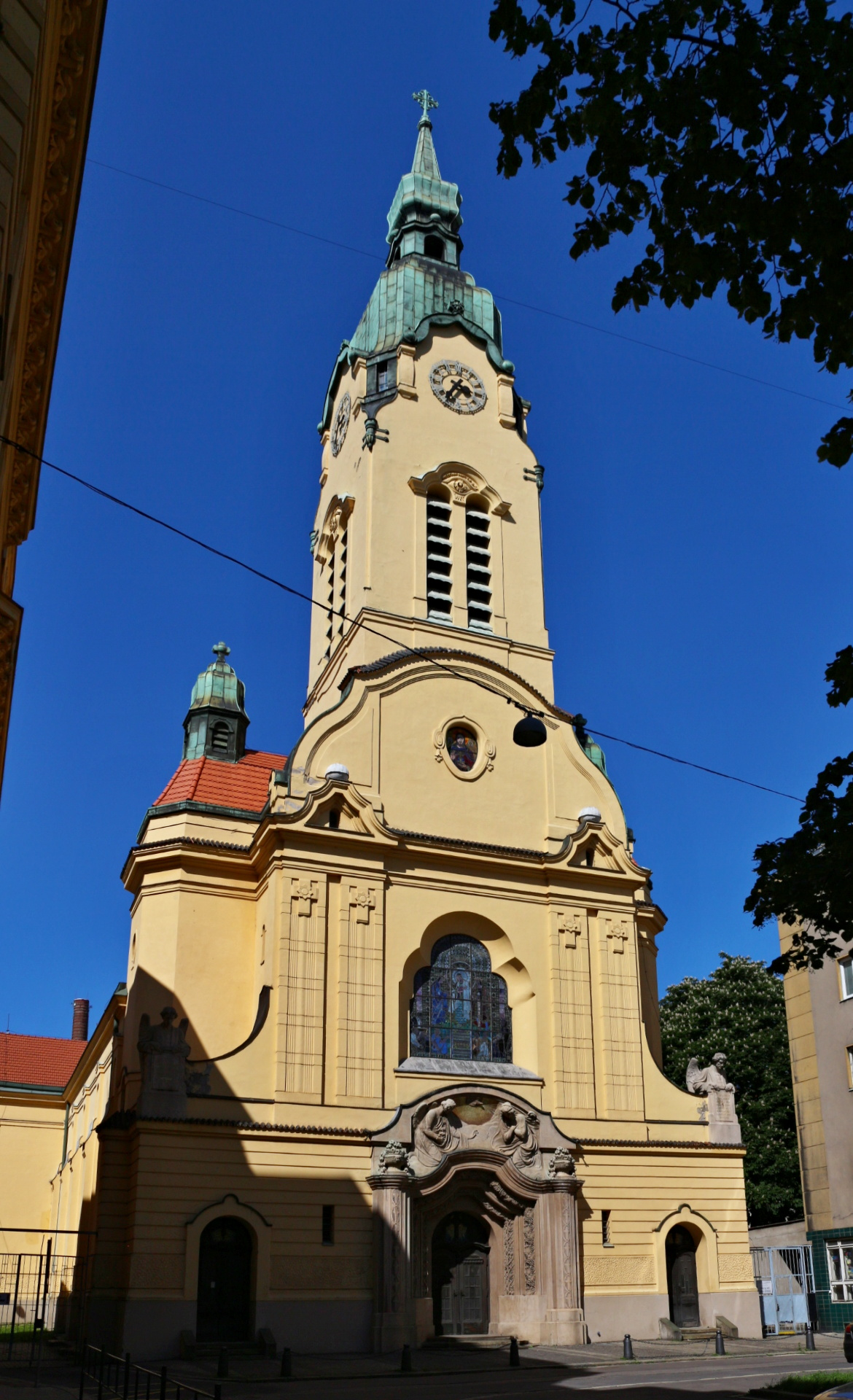
Kostel Neposkvrněného početí Panny Marie
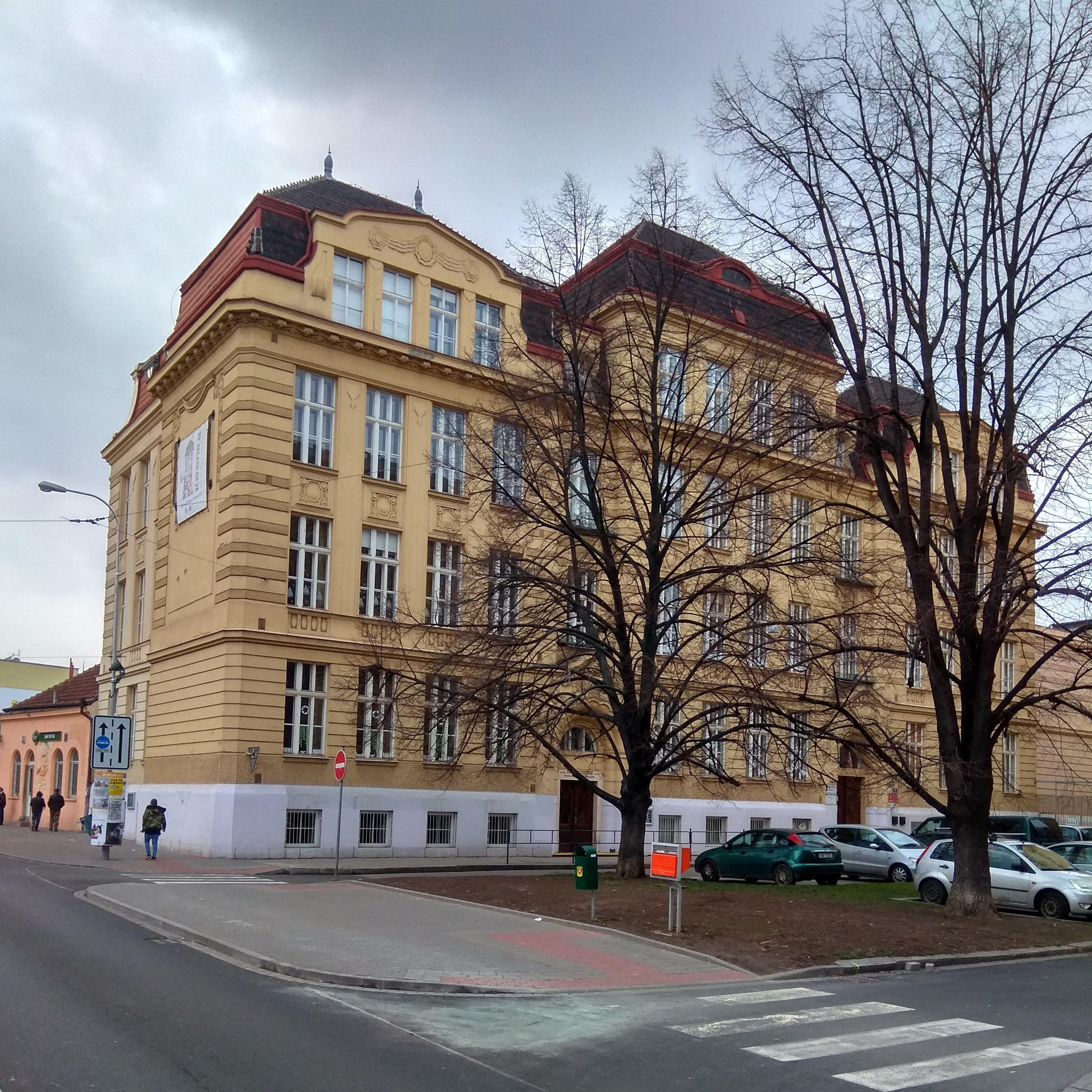
ZŠ Křenová
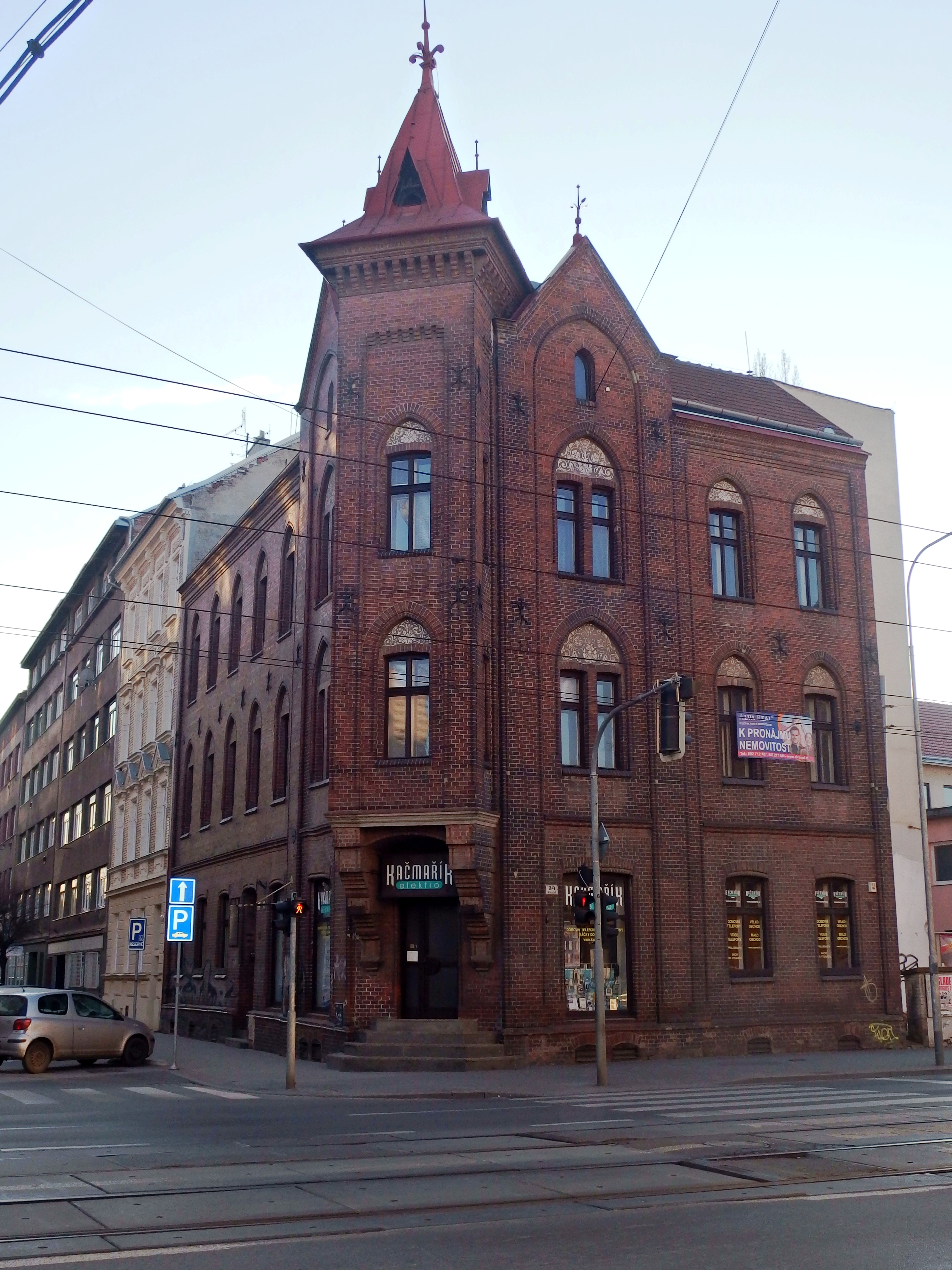
Dům na rohu ulic Křenová a Štěpánská
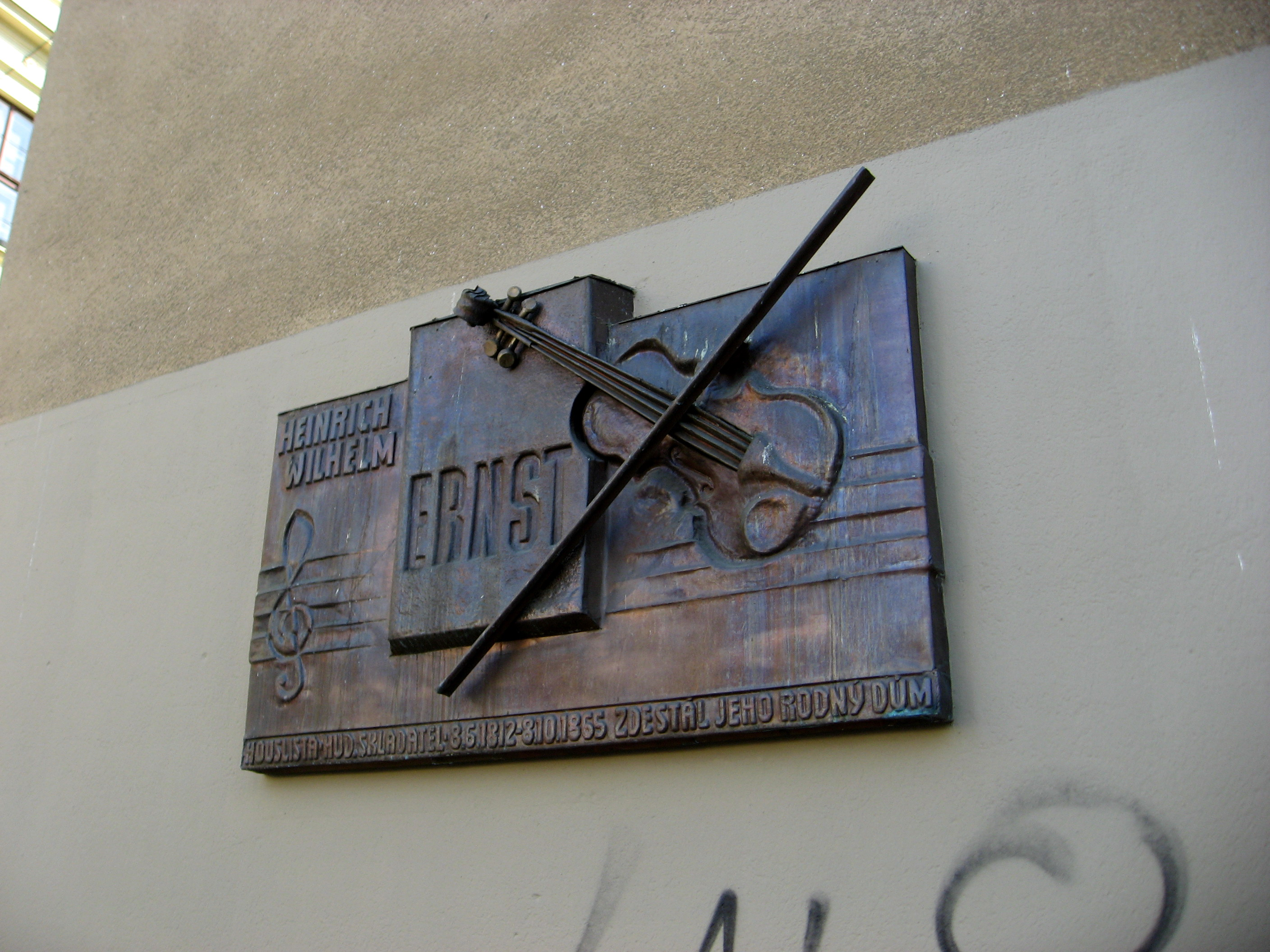
Pamětní deska Heinricha Wilhelma Ernsta
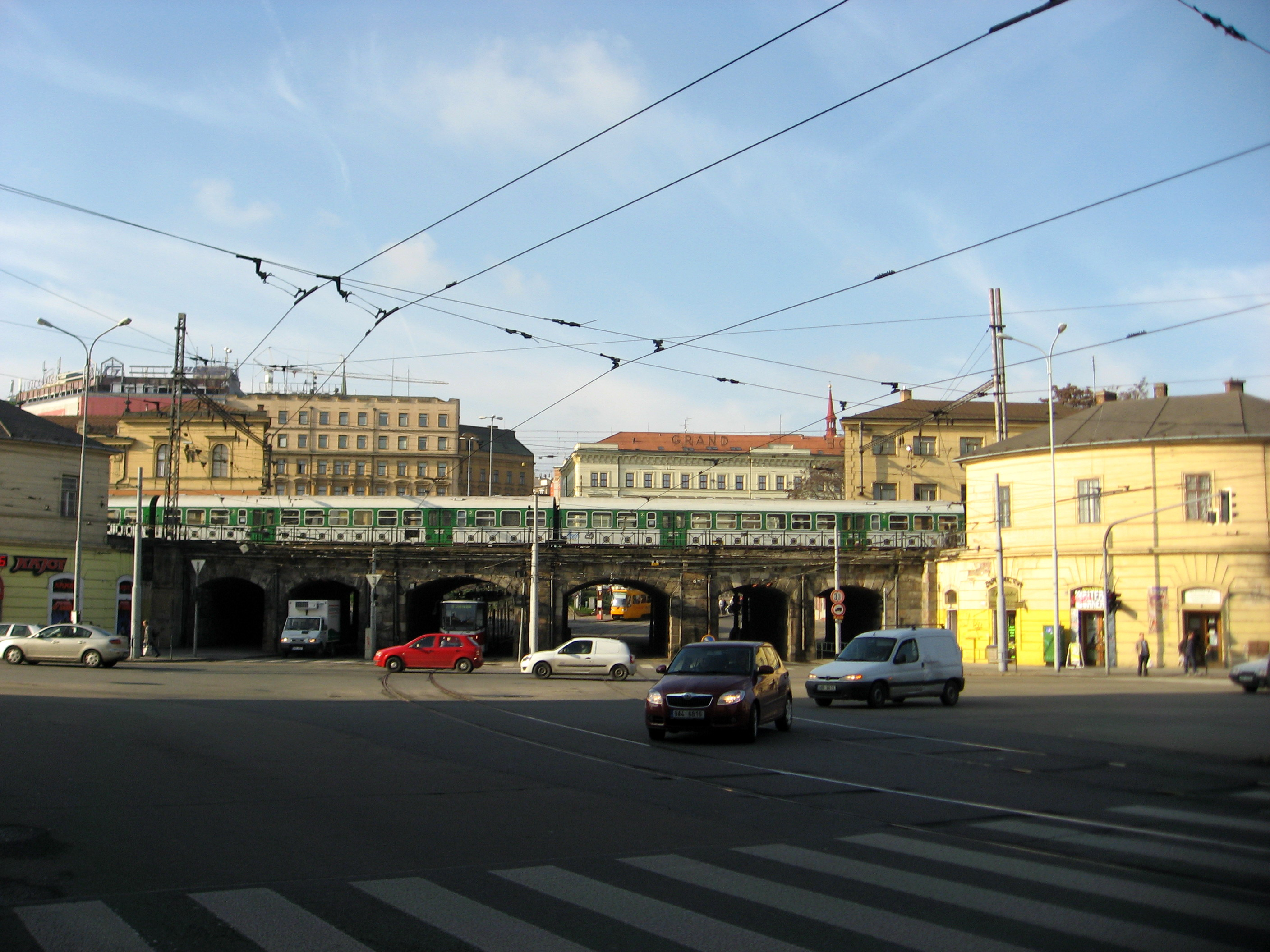
Pohled na křižovatku a viadukt z ulice Křenová